# Per Källberg
Per August Källberg, född 14 mars 1947 i Sankt Görans församling i Stockholm, död 17 februari 2014, var en svensk filmfotograf.  
Per Källberg utbildade sig till stillbildsfotograf på Christer Strömholms fotoskola. Han började sin karriär som filmfotograf 1971 och var 1973 fotograf på Per Oscarssons långfilm Ebon Lundin. År 1979 filmade han för första gången med dokumentärfilmsregissören Stefan Jarl med vilken han kom att samarbeta med på runt 15 filmer; bland annat Ett anständig liv (1979), Naturens hämnd (1983), Det sociala arvet (1993) och Underkastelsen (2010). 
Källberg tilldelades Föreningen Sveriges Filmfotografers pris Årets Filmbana 1983 för fotot i dokumentären Naturens hämnd och tilldelades 1991 en Guldbagge för Bästa foto med spelfilmen Agnes Cecilia. Han blev även Guldbaggenominerad för Jag är din krigare (1998) och Stockholm Östra (2011)

## Filmfoto i urval
- 1976 – Mannen på taket
- 1979 – Ett anständigt liv
- 1983 – Naturens hämnd
- 1983 – Tiden har inget namn
- 1991 – Agnes Cecilia – en sällsam historia
- 1993 – Det sociala arvet
- 1995 – Majken (TV-serie)
- 1995 – När alla vet
- 1998 – 102 år i hjärtat av Europa
- 1998 – Liv till varje pris
- 2002 – Mrs Klein
- 2002 – Stackars Tom
- 2005 – Repetitioner
- 2010 – Underkastelsen